# Schützenpanzer Lang HS.30
Il Schützenpanzer Lang HS.30 (anche Schützenpanzer 12-3) era un veicolo da combattimento della fanteria cingolato della Germania Occidentale, sviluppato tra il 1956 e il 1958, su progetto della svizzera Hispano-Suiza con motore Rolls-Royce. A causa di alcuni problemi meccanici, vennero realizzati solo 2.176 esemplari dei 10.680 previsti. Era armato con un cannone da 20 mm, un'arma insolitamente potente per un veicolo trasporto truppe del periodo. Caratterizzato da difetti e problemi tecnici, la sua realizzazione fu seguita da un grande scandalo politico in Germania Ovest negli anni sessanta. I 2.176 HS.30 e relative varianti costruiti fino al 1962 costarono 517 milioni di DM, circa 230.000 DM per veicolo. Gli HS.30 nel 1960 equipaggiarono inizialmente i battaglioni di Panzergrenadier e vennero rimpiazzati dal Marder a partire dal 1971.

## Progetto
Contrariamente alla dottrina americana che utilizzava i veicoli da trasporto truppe come "taxi da battaglia" e non come veicoli d'assalto, i tedeschi svilupparono il HS.30 come un veicolo da affiancare ai carri armati e dal quale la fanteria meccanizzata poteva combattere da posizione protetta, in continuità con l'esperienza dei Panzergrenadier durante la seconda guerra mondiale. La dottrina tedesca vedeva il mezzo come un elemento dell'equipaggiamento della squadra di fanteria e la squadra era addestrata a combattere con il veicolo sia in attacco che in difesa. Diversamente dal M113 americano, il HS.30 non aveva capacità di galleggiamento ma, dovendo operare con carri armati anch'essi privi di tale caratteristica, ciò non era considerato un grosso limite. 

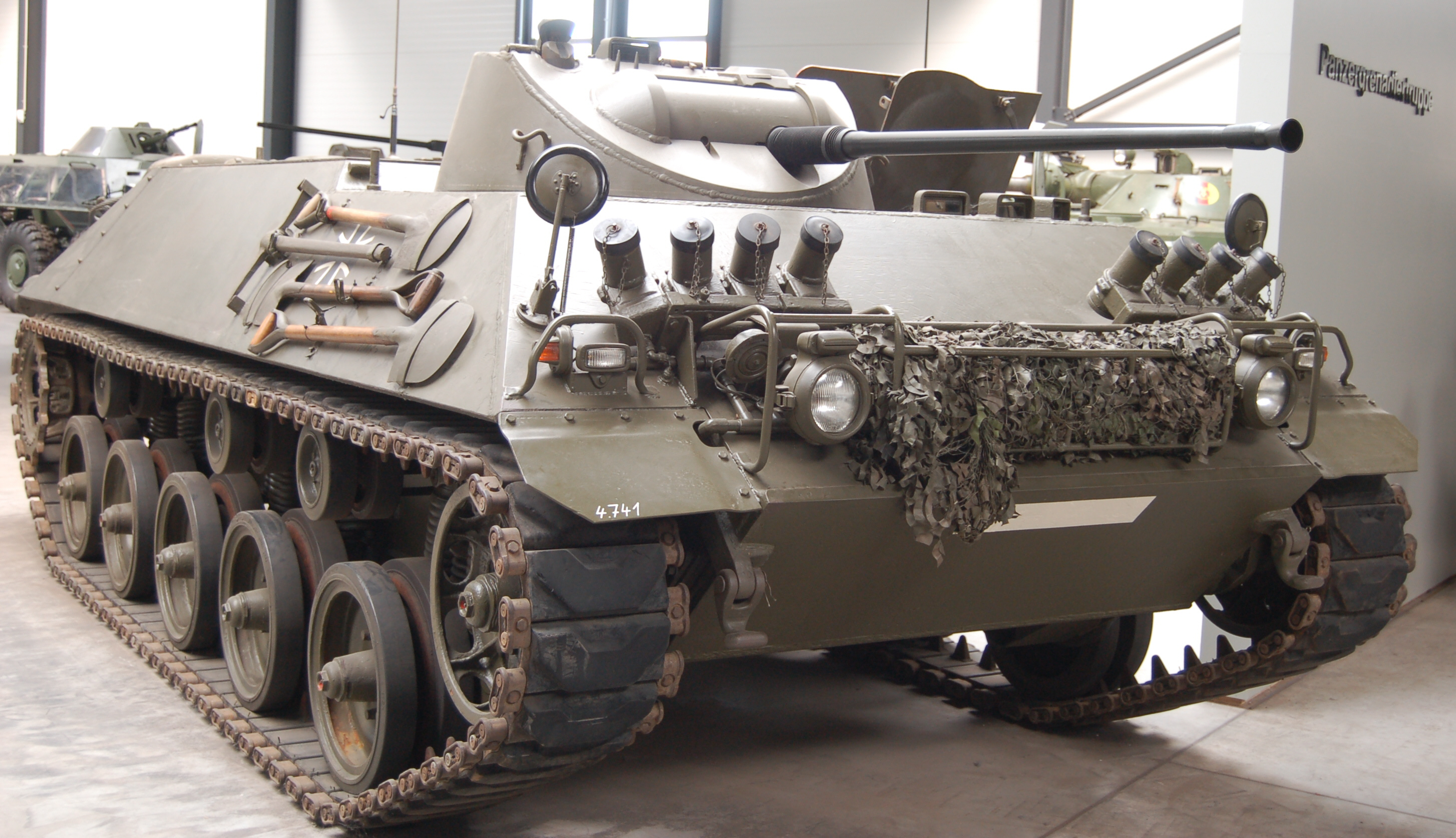
Il HS.30 esposto nel Deutsches Panzermuseum Munster, 2008.

Il HS.30 montava una piccola torretta monoposto equipaggiata con un autocannone in calibro 20 mm, con ottica periscopica 15°×15°. Nella dottrina tedesca, il cannone da 20 mm doveva ingaggiare elicotteri, squadre anticarro e veicoli blindati, consentendo ai carri tedeschi di concentrarsi sull'ingaggio degli altri carri. Compresa la torretta, il mezzo era comunque più basso di 60 cm rispetto al M113, un vantaggio non trascurabile sul campo di battaglia meccanizzato. La dotazione di bordo era di 2.000 colpi da 20 mm. La corazza frontale offriva protezione contro proiettili fino a 20 mm, un valore maggiore rispetto alle realizzazioni coeve delle altre nazioni. La corazzatura rendeva il mezzo più pesante di oltre 4 tonnellate rispetto al M113, pur trasportando solo metà del personale. I fanti della squadra trasportata potevano utilizzare le armi personali da bordo sporgendosi dai portelli superiori del vano di combattimento. Questo era considerato un grosso limite rispetto in caso di guerra tra la NATO e il Patto di Varsavia, che si prevedeva avrebbe visto un largo impiego di armi chimiche.
Nonostante la preferenza della Bundeswehr per un veicolo da combattimento invece che da solo trasporto, le brigate Panzergrenadier includevano un battaglione inizialmente trasportato su autocarri e poi su M113. Questa composizione delle forze probabilmente derivava sia da considerazioni di costo che dalla dottrina, che richiedeva che un terzo dei Panzergrenadier fossero di fanteria motorizzata.

## Tabella comparativa
| Veicolo                     | Armamento principale                                               | Corazzatura frontale  | Altezza | Fanti trasportati | Anno di entrata in servizio |
| --------------------------- | ------------------------------------------------------------------ | --------------------- | ------- | ----------------- | --------------------------- |
| HS.30 (Germania)            | 20 mm HS-820                                                       | 30 mm a 45°           | 1,85 m  | 5                 | 1960                        |
| AMX-13 VCI (Francia)        | 12,7 mm Browning M2 (poi autocannone da 20 mm)                     | 15 mm a 45°           | 2,1 m   | 10                | 1957                        |
| M113 (USA)                  | 12,7 mm Browning M2                                                | 38 mm alluminio a 45° | 2,5 m   | 11                | 1960                        |
| BTR-50P (URSS)              | 7,62 mm SG-43 Goryunov (alcuni mitragliatrice pesante cal. 14,5 mm | 11 mm acciaio a 60°   | 1,97 m  | 20                | 1954                        |
| FV432 (UK)                  | 7,62 mm FN MAG                                                     | 12,7 mm acciaio       | 2,28 m  | 10                | 1962                        |
| Pansarbandvagn 301 (Svezia) | 20 mm Bofors m/45                                                  | 8 – 50 mm acciaio     | 2,64 m  | 8                 | 1961                        |

## Storia

### Scelte politiche
L'acquisizione di equipaggiamenti per la nuova Bundeswehr nei primi anni venne influenzata da fattori militari, economici e politici. I militari richiedevano un veicolo come il francese AMX-13 VCI, ma il costo per unità era troppo alto. Il M59 americano d'altra parte risultava troppo pesante e troppo alto per la dottrina d'impiego tedesca. L'industria tedesca non era interessata alla produzione di armi, poiché, a seguito della seconda guerra mondiale, alla Germania era ancora vietato esportare armi, quindi l'investimento per lo sviluppo, le macchine utensili dedicate e per la formazione degli operai non sarebbe stato compensato dalle esportazioni. Riguardo ai fattori politici, sembrava ragionevole rivolgersi agli alleati e sostenere le loro economie in difficoltà. Il Schützenpanzer 11-2 Kurz (sviluppato dall'Hotchkiss SP1A) fu ordinato in Francia e, mentre un accordo per acquisire il Centurion dal Regno Unito venne abbandonato quando gli Stati Uniti cedettero M41 Walker Bulldog e M47 Patton, l'opportunità di costituire un consorzio con gli inglesi per costruire il nuovo trasporto truppe, come offerto da Hispano-Suiza nel 1955, sembrò attraente.
L'offerta della Hispano-Suiza soddisfaceva tutti i requisiti del Ministero Federale della Difesa e, con un costo stimato di soli 170.000 DM, il prezzo per unità era inferiore del 30% rispetto a un AMX-13 VTP. Il prezzo, unito ai tempi ristretti entro i quali la Germania Ovest aveva promesso alla NATO di schierare 12 divisioni entro il 1960, spinse il Ministero della Difesa ad optare per il modello Hispano-Suiza, con un ordine per 10.680 esemplari. L'azienda non disponeva delle strutture per produrre un tale veicolo, ma aveva acquisito le licenze di produzione dell'autocannone da 20 mm e, grazie alla propria rete di contatti commerciali in giro per l'Europa, aveva finalizzato il progetto del veicolo, supportato poi politicamente presso il Ministero da una lobby di ex-ufficiali della Wehrmacht.
Quando il nuovo segretario del Ministero della Difesa Franz Josef Strauß venne a conoscenza delle diverse carenze emerse dalle valutazioni sul campo del 1958, tagliò l'ordine iniziale con la Hispano-Suiza dai 10.680 esemplari iniziali a 2.800, dei quali 1.089 realizzati dalla Leyland nel Regno Unito, i restanti da Hanomag e Henschel in Germania. Nel 1960 venne raggiunto un accordo con la Hispano-Suiza, con il pagamento di 40 milioni di DM da parte del governo tedesco per compensare gli investimenti e i mancati incassi.
Successivamente, intorno all'acquisizione del HS.30 si sono sviluppate una serie di inchieste da parte della stampa, diverse udienze e un'indagine. Furono ascoltati testimoni come l'ambasciatore svizzero Friedrich Holzapfel e fu diffusa una storia di tangenti a funzionari e partiti politici, basata sulle affermazioni dal lobbista ex-segretario della Repubblica di Weimar Gottfried Reinhold Treviranus e l'uomo d'affari Werner Plappert. Lo sviluppo delle indagini venne ostacolato da testimoni in cerca di fama e da ciarlatani. Le accuse contro Strauss si rivelarono in seguito false. Secondo Kollmar le problematiche con il HS.30 furono dovute alle pratiche fraudolente della Hispano-Suiza e alle carenze nei processi di controllo dei piani di approvvigionamento della Difesa.

### Problemi tecnici

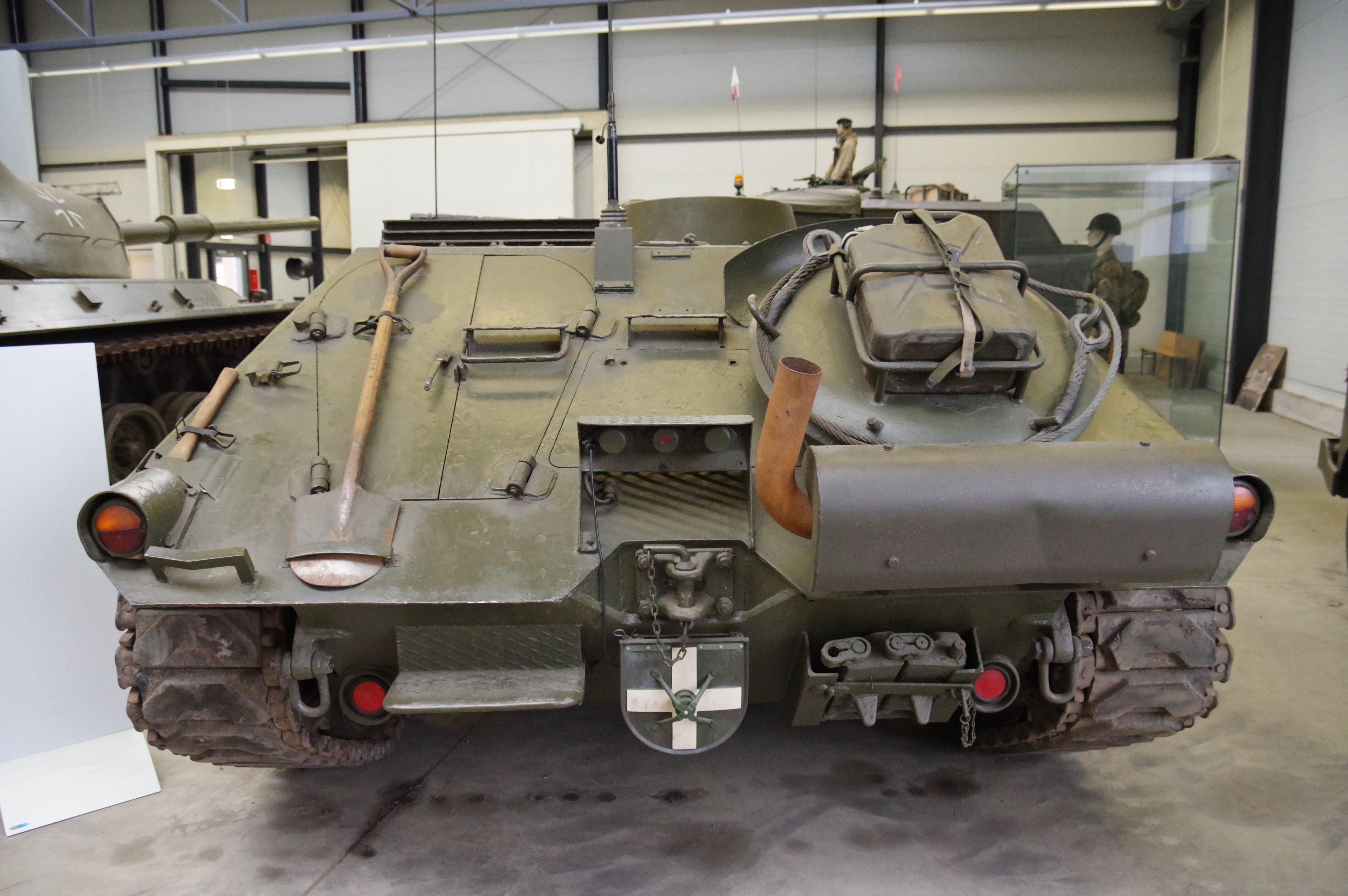
Vista posteriore, con i doppi portelli a sinistra e la copertura a cupola del sistema di ventilazione dl vano motore a destra.

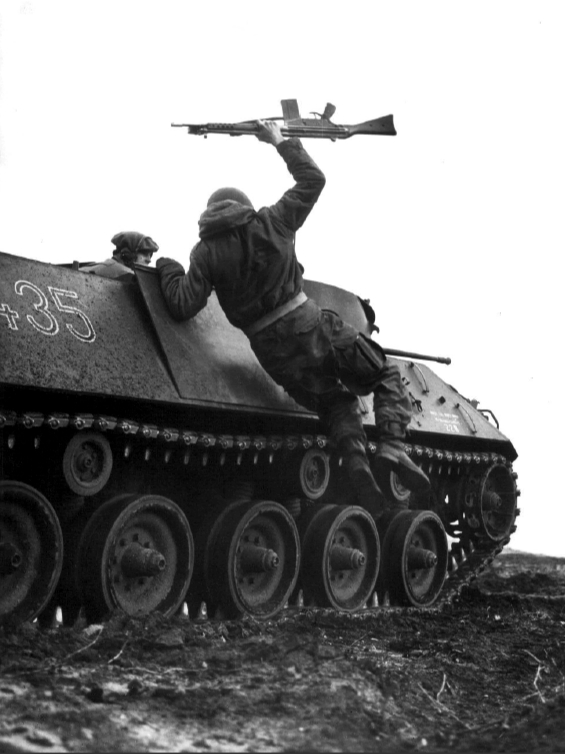
Un fante tedesco sbarca dal HS.30 saltando dalla fiancata.

Dopo una serie di sostanziali miglioramenti, la commissione d'inchiesta ufficiale stabilì negli anni sessanta che il veicolo rispondeva "per lo più" (bedingt) ai requisiti dell'esercito. Nel 1965 risultava operativo il 65% della flotta, salito all'85% nel 1968. I problemi sui primi modelli erano tali che il Ministero della Difesa dovette provvedere con il proprio personale tecnico a renderli operativi. Le relazioni sulle valutazioni
After a series of substantial upgrades, the HS.30 was stated in the 1960s by the official committee of investigation to fulfill the army's requirements ″mostly″ (. In 1965 some 65 percent of the vehicles were reported to be operational, by 1968 the number had increased to 85 percent. The problems with the early models on the other hand had been so severe, that the Ministry of Defence had to provide its own technical personnel to bring the AFVs to an operational status. Il rapporto di valutazione cita testimoni esperti ed elenca alcuni problemi tecnici del mezzo:
- Trasmissione - i primi modelli di serie erano equipaggiati con una trasmissione SIDEBI e successivamente con una Wilson, entrambe problematiche e infine sostituite su tutti i veicoli da una Allison nel 1965-1966[10].
- Cingoli - i cingoli Hispano-Suiza furono segnalati come obsoleti. Un testimone riferì agli investigatori che erano soggetti a eccessiva usura, cosicché le maglie dovevano essere sostituite frequentemente per compensare l'assottigliamento dei pattini. Alcuni testimoni riferirono di preferire i cingoli della Backhaus KG (poi confluita in Diehl Metall), poi montati su tutti i HS.30[12].

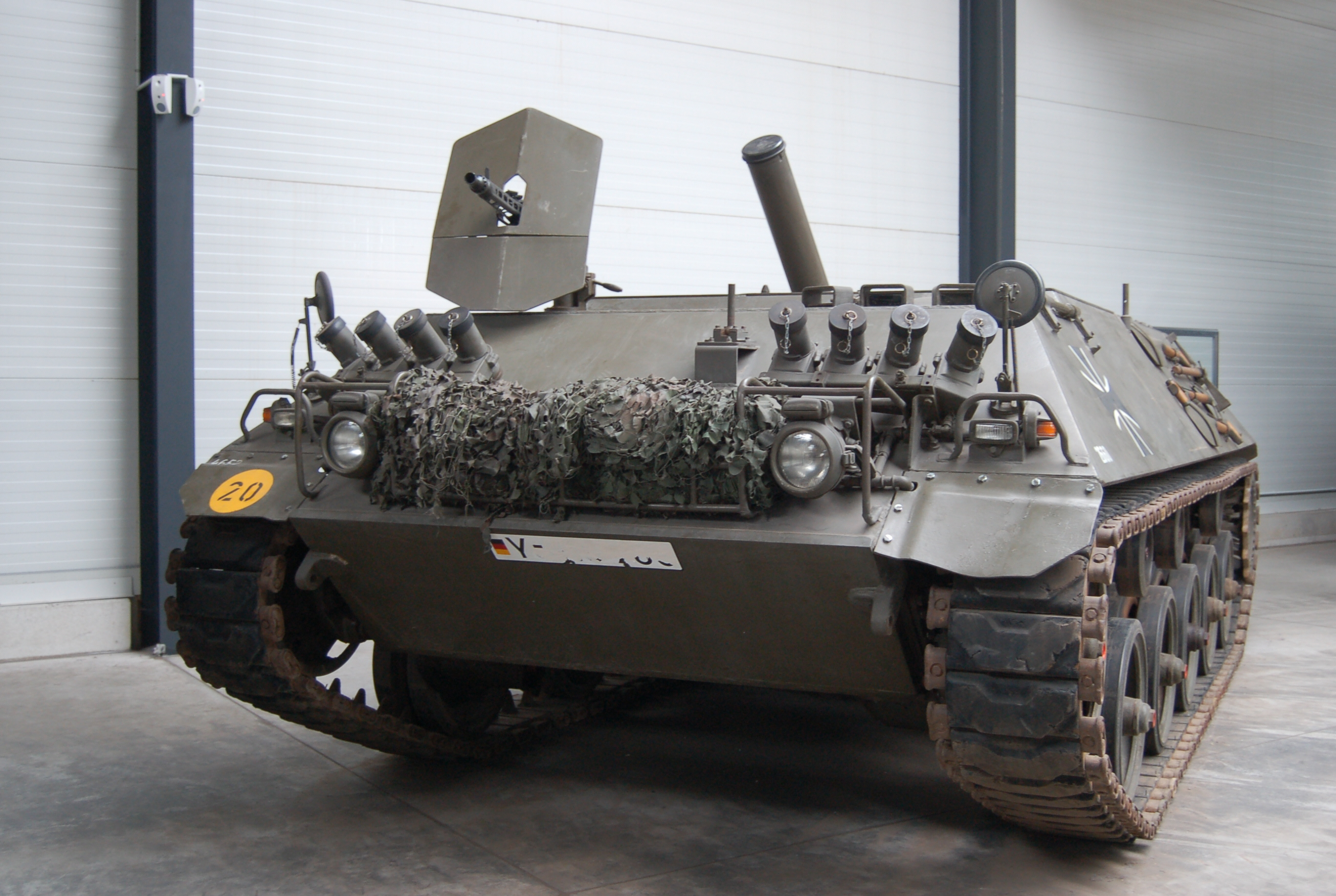
Un Typ 52-3.

Altri problemi erano invece progettuali:
- Velocità - il motore Rolls-Royce B81 risultò sottopotenziato, specialmente se confrontato al successivo carro Leopard 1, anche se all'epoca dell'ingresso in servizio del mezzo il rapporto potenza-peso risultava comparabile con quello del carro M41 col quale si supponeva il HS-30 avrebbe dovuto operare[10]. Secondo un ufficiale tecnico ascoltato in commissione le sospensioni delle ruote portanti frontali erano troppo fragili rispetto al peso del veicolo per la marcia fuoristrada ed il superamento di trincee, causando la rottura delle molle elicoidali. Di conseguenza, i conduttori dovevano guidare con attenzione, limitando la velocità effettiva fuoristrada a soli 15–20 km/h[13]. La Hispano-Suiza si difese sostenendo che il requisito originario di 20 hp/t richiesto dalla Bundeswehr veniva rispettato con un motore da 200 hp su un veicolo da 10 t, ma in seguito il Ministero della Difesa avrebbe richiesto un aumento della corazzatura a 30 mm frontali e 20 mm sui fianchi, un armamento di 800 kg rispetto ai 200 kg iniziali e il trasporto di una intera squadra di Panzergrenadier, modifiche che avevano reso il mezzo più lungo e pesante[14].
- Manutenzione del motore - per avere completo accesso al motore, l'intera sezione posteriore del HS.30 doveva essere rimossa, inclusi entrambi i cingoli, circa 64 bulloni e tutte le connessioni, rendendo l'operazione molto più lunga rispetto a veicoli più moderni[13].
- Accessibilità del vano di combattimento - i fanti trasportati potevano sbarcare utilizzando due ampi portelli superiori, una botola di emergenza sul fondo dello scafo e, secondo il progetto iniziale, da un portellone posteriore. Tuttavia tale portellone era effettivamente inutilizzabile, in quanto il tunnel che collegava lo stesso al vano di trasporto era ingombro di componenti meccaniche del motore. Lo sbarco standard avveniva quindi salendo dal vano sul tetto del veicolo e saltando all'esterno dalla fiancate, procedura che esponeva le truppe al fuoco nemico e al rischio di infortuni, visto che i cingoli sporgevano dalla sagoma dello scafo[15].

### Impiego operativo
Il HS.30 venne immesso in servizio nella Bundeswehr alla fine del 1959 ma soffrì di numerosi "problemi di dentizione". Il mezzo inizialmente equipaggiava singoli battaglioni che convivevano, negli anni sessanta, con altri due battaglioni di granatieri autocarrati o su altri trasporto truppe.
A partire dal 1974, il mezzo venne rimpiazzato dal Marder ed alcuni esemplari finirono a loro carriera come bersagli nei poligoni di artiglieria. Il Perù ricevette circa 20 SPz HS.30 negli anni settanta.

## Varianti
- Typ 12-3 - versione standard.

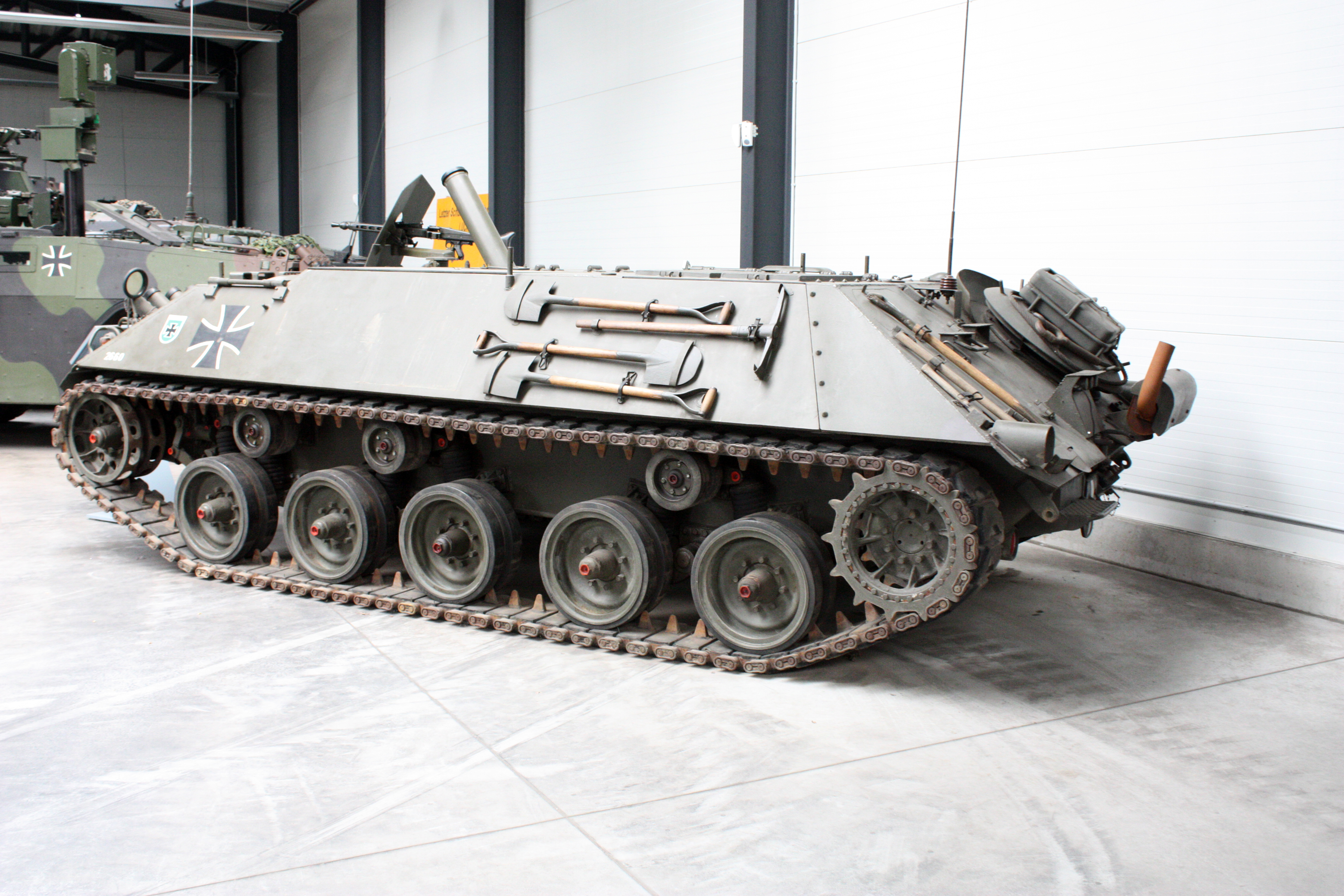
Un Typ 52-3.

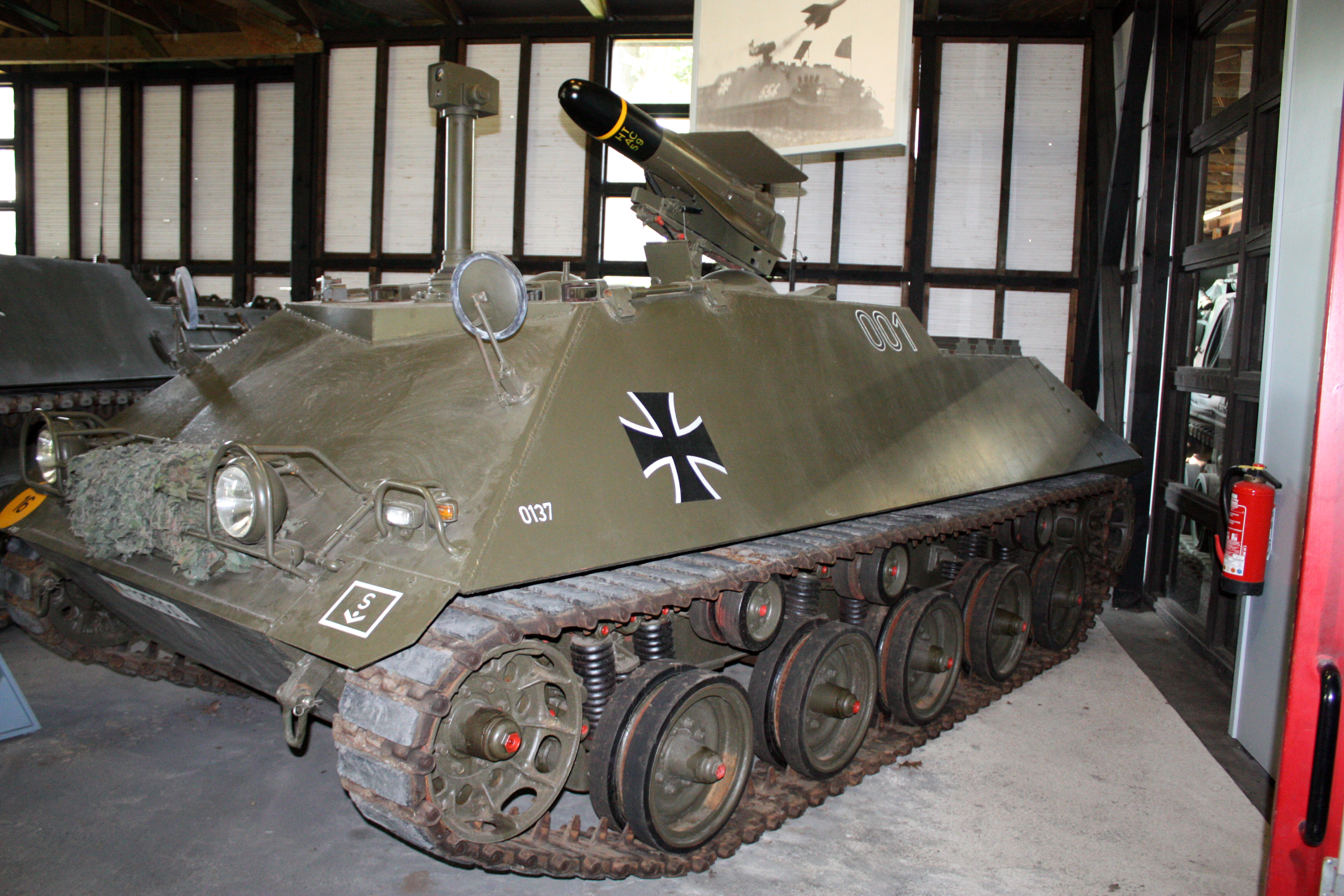
Un RakJPz 1.

- Typ 21-3 - versione carro comando.
- Schützenpanzer lang, LGS M40A1 - versione anticarro, armata con cannone senza rinculo da 106 mm M40.
- Typ 51-3 - versione portamortaio da 81 mm, poi trasformati in Typ 52-3.
- Typ 52-3 - versione portamortaio da 120 mm.
- Typ 3-3, Raketenjagdpanzer 1 ((RakJPz 1) - versione cacciacarri missilistico, armata con missili filoguidati Nord SS-11.
- Typ 81-3, Feuerleitpanzer - versione posto di osservazione avanzato per l'artiglieria.